# PopMatters
PopMatters é uma publicação online internacional que se baseia na crítica à cultura. É publicada por Sarah Zupko.